# Henry Bruce, I barone Aberdare
Henry Austin Bruce, I barone Aberdare (Aberdare, 16 aprile 1815 – Londra, 25 febbraio 1895) è stato un politico inglese.

## Biografia
Henry Bruce nacque nel 1815, figlio di John Bruce, un proprietario terriero del Glamorganshire, e della sua prima moglie Sarah, figlia del reverendo Hugh Williams Austin. Il cognome originale di John Bruce era Knight, ma al raggiungimento della maggiore età nel 1805 ha assunto il nome di Bruce; sua madre, per mezzo del quale ha ereditato la tenuta di Duffryn, era la figlia di William Bruce, alto sceriffo del Glamorganshire.
Frequentò la Bishop Gore School.

## Carriera
Bruce era stato magistrato per Merthyr Tydfil e Aberdare (1847-1854), dimettendosi per ricoprire la carica di deputato per Merthyr Tydfil. Significativamente, però, era il rapporto di Bruce con i minatori della valle di Aberdare, in particolare, che si è deteriorata a seguito della Aberdare Strike (1857-1858).
Nel 1855, Bruce è stato nominato un fiduciario del Dowlais Iron Company e ha giocato un ruolo nello sviluppo dell'industria del ferro.
Nel novembre del 1862, dopo quasi dieci anni in Parlamento, è diventato Segretario di Stato per gli affari interni del Regno Unito, carica che mantenne fino ad aprile 1864. È diventato un consigliere segreto e un Commissario Carità per l'Inghilterra e il Galles nel 1864, quando è stato spostato per essere vice-presidente del Consiglio della Pubblica Istruzione.
Dopo aver perso il suo posto come rappresentante per Merthyr Tydfil, Bruce è stato eletto per Renfrewshire, il 25 gennaio 1869 è stato nominato Ministro degli Interni da William Ewart Gladstone. Il suo incarico è stato responsabile per il Licensing Act 1872, che ha reso ai magistrati l'autorità concedente, aumentato le pene per cattiva condotta in case pubbliche e ridotto il numero di ore per la vendita di bevande. Nel 1873 Bruce divenne Lord Presidente del Consiglio, ed è stato elevato al pari come Barone Aberdare, di Duffryn nella Contea di Glamorgan, il 23 agosto dello stesso anno. La Trades Union Act 1871 è stato un altro atto liberale dando ulteriori diritti ai sindacati e alla protezione da azioni penali dannosi.
La sconfitta del governo liberale l'anno successivo, pose ufficialmente al termine la sua vita politica, e successivamente ha si è dedicato alle questioni sociali, educativi ed economici.  Nel 1883, Lord Aberdare è stato eletto il primo presidente della University College di South Wales e Monmouthshire. 
Nel 1876 è stato eletto Fellow della Royal Society, presidente della Royal Historical Society (1878-1891). Nel 1881 è diventato presidente sia della Royal Geographical Society e del Girls' Day School Trust. Nel 1888 ha diretto la commissione che ha stabilito la Official Table of Drops.
Nel 1882 ha iniziato una relazione con l'Africa occidentale che è durata per il resto della sua vita, accettando la presidenza del National African Company, formata da Sir George Goldie, che nel 1886 ha ricevuto una carta sotto il titolo di Royal Niger Company e nel 1899 è stata rilevata dal governo britannico, i suoi territori costituirono il protettorato della Nigeria.

## Matrimoni

### Primo Matrimonio
Sposò, il 6 gennaio 1846, Annabella Beadon (?-28 luglio 1852), figlia di Richard Beadon. Ebbero quattro figli:
- Margaret Cecilia Bruce (1846-10 aprile 1878), sposò Douglas Richmond, non ebbero figli;
- Rachel Mary Bruce (1848-24 giugno 1927), sposò Augustus Vernon-Harcourt, ebbero dieci figli;
- Jessie Frances Bruce (1850-22 giugno 1940), sposò il reverendo John Wynne-Jones, non ebbero figli;
- Henry Bruce, II barone Aberdare (19 giugno 1851-20 febbraio 1929).

### Secondo Matrimonio
Sposò, il 17 agosto 1854, Norah Napier (1827-27 aprile 1897), figlia di William Francis Patrick Napier. Ebbero dieci figli:
- Caroline Louisa Bruce (25 maggio 1855-3 febbraio 1915);
- Sarah Napier Bruce (8 luglio 1856-21 dicembre 1931), sposò Montague Mackenzie[7], ebbero una figlia;
- William Napier Bruce (15 gennaio 1858-20 marzo 1936), sposò Emily McMurdo, ebbero due figli;
- Norah Creina Blanche Bruce (10 luglio 1859-26 maggio 1886), sposò Henry Whately, ebbero una figlia;
- Isabel Ellen Bruce (17 giugno 1860-13 febbraio 1934), sposò Champion Russell, ebbero sei figli;
- Elizabeth Fox Bruce (29 giugno 1861-14 gennaio 1935), sposò Percy Matheson, non ebbero figli;
- Pamela Georgiana Bruce (11 luglio 1862-30 ottobre 1931);
- Nigel Bruce (18 ottobre 1864-1865);
- Charles Granville Bruce (7 aprile 1866-12 luglio 1939), sposò Finetta Campbell, non ebbero figli;
- Alice Moore Bruce (29 aprile 1867-4 novembre 1951).

## Morte
Lord Aberdare morì il 25 febbraio 1895 nella sua casa di Londra. Fu sepolto al Aberffrwd Cemetery di Mountain Ash.